# ديف هيكي
ديف هيكي (بالإنجليزية: Dave Hickey)‏ هو صحفي وناقد أمريكي، ولد في 5 ديسمبر 1940 في فورت وورث في الولايات المتحدة.